# تشا دو ري

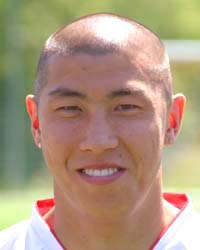
تشا دو ري

تشا دو ري (차두리)، من مواليد 25 يوليو 1980 في فرانكفورت في ألمانيا، وهو لاعب كرة قدم كوري جنوبي، وهو ابن تشا بوم كون الذي يعتبر أفضل لاعب آسيوي على مر التاريخ.
و قد ولد تشا دو ري بينما كان والده يلعب مع نادي إنتراخت فرانكفورت الألماني، وقد أمضى أيام طفولته المبكرة في ألمانيا، حيث كان أبوه يلعب لنادي إنتراخت فرانكفورت وباير ليفركوزن الألمانيين.
و قد لفت تشا أنظار مدرب منتخب كوريا الجنوبية لكرة القدم غوس هيدنيك في مباراة ودية بين منتخب كوريا الجنوبية لكرة القدم ومنتخب الجامعة، وقد كان لاعب هاوي عندما قاد منتخب كوريا الجنوبية لكرة القدم إلى التأهل إلى الدور النصف نهائي في كأس العالم لكرة القدم 2002، وقد لعب مع نادي والده إنتراخت فرانكفورت، وهو يلعب حاليا مع نادي ماينز.
و يعتبر تشا مثل يوردي كرويف ابن الأسطورة الهولندية يوهان كرويف، حيث دائما يقارن أبناء اللاعبون الكبار بآبائهم.

## كأس آسيا 2004
و قد سجل هدف في مرمى منتخب الكويت لكرة القدم.

## روابط خارجية
- تشا دو ري على موقع IMDb (الإنجليزية)
- تشا دو ري على موقع كينوبويسك (الروسية)
- تشا دو ري على موقع الاتحاد الدولي (مؤرشف)  (الإنجليزية)
- تشا دو ري على موقع دوري كوريا الجنوبية (الإنجليزية)
- تشا دو ري على موقع قاعدة بيانات كرة القدم.إي يو (الإنجليزية)
- تشا دو ري على موقع بيانات كرة القدم. دي إي (الألمانية)
- تشا دو ري على موقع ناشيونال فوتبول تيمز (الإنجليزية)
- تشا دو ري على موقع Soccerbase.com (لاعب) (الإنجليزية)
- تشا دو ري على موقع Soccerway.com (الإنجليزية)
- تشا دو ري على موقع عالم كرة القدم.نت (الإنجليزية)
- تشا دو ري على موقع كووورة
- تشا دو ري على موقع AS.com (الإسبانية)